# Euspilapteryx
Euspilapteryx là một chi bướm đêm thuộc họ Gracillariidae.

## Các loài
- Euspilapteryx auroguttella Stephens, 1835
- Euspilapteryx crypta Vári, 1961